# Le Ravisseur de voix
 (avril 2020).
Le Ravisseur de voix (De Stemmenrover en néerlandais) est le trente-neuvième album de la série de bande dessinée Bob et Bobette. Il porte le numéro 84 de la série actuelle et a été écrit par Willy Vandersteen et publié dans De Standaard et Het Nieuwsblad du 21 janvier 1957 au 30 mai 1957.

## Synopsis
Dans un royaume perdu, au Japon, la princesse Sholofly invoque la statue de Butagazaki pour savoir quand elle pourra monter sur le trône, sans qu'elle ne lui réponde. Au palais, un mystérieux comploteur incruste dans un sachet de thé des épices magiques. Qui boira le thé verra sa voix s'envoler et ainsi, ce comploteur pourra l'utiliser afin de tromper la princesse et de se procurer le talisman des Shings. Le malheureux élu est Lambique, qui perd sa voix. Il partira donc pour le Japon pour la récupérer, suivi plus tard de Bob, Bobette, Sidonie et Jérôme. Ensemble, ils tenteront de sauver la voix de Lambique ainsi que le trône de la princesse, tout en démasquant ce mystérieux comploteur, qui serait quelqu'un du palais.

## Personnages
- Bob
- Bobette
- Lambique
- Sidonie
- Jérôme
- La princesse Sholofly
- Komikio, l'astrologue de la princesse
- Le Ravisseur de Voix

## Autour de l'album
- Vandersteen situerait un certain nombre d'histoires de Bob et Bobette en Extrême-Orient dans les années suivantes .
- « Sholofly » est un jeu de mots sur Madame Butterfly et Solo , une marque de margarine belge bien connue, mais aussi un jeu de mots par rapport à so lovely en anglais[2].
- « Komikio » est pseudo-japonais et une allusion à « comédien ».
- « Butagazaki » est une référence au gaz buta. (butagaz)
- À la page 41, les voix de Lambique s'échappent de la statue de Butagazaki, mais à la page 50, elles sont de nouveau emprisonnées dans la statue sans explication logique.
- Ce qui est remarquable dans cette histoire, c'est que tout tourne autour de la voix comme moyen de communication. Willy Vandersteen montre les conséquences de quelqu'un  qui perd soudainement sa voix. Il veut aussi nous montrer ce que l'on doit faire si cela nous arrive; en vous levant et en reprenant la vie entre vos mains !
- Le talisman que Lambique obtient joue un rôle important dans l'histoire suivante, Le Testament parlant.

## Éditions
- De Stemmenrover, 1957, Standaard : Édition originale en néerlandais et noir et blanc
- De Stemmenrover, 1968, Standaard : Édition en néerlandais en quadrichromie
- Le ravisseur de voix, 1968, Erasme : Édition en français